# Lyophyllopsis
Lyophyllopsis är ett släkte av svampar. Lyophyllopsis ingår i familjen Lyophyllaceae, ordningen Agaricales, klassen Agaricomycetes, divisionen basidiesvampar och riket svampar.
|               | Lyophyllum                                 |
|               |                                            |
|               | Calocybe                                   |
|               |                                            |
|               | Termitomyces                               |
|               |                                            |
|               | Tephrocybe                                 |
|               |                                            |
|               | Hypsizygus                                 |
|               |                                            |
|               | Asterophora                                |
|               |                                            |
|               | Blastosporella                             |
|               |                                            |
|               | Ossicaulis                                 |
|               |                                            |
|               | Termitosphaera                             |
|               |                                            |
| Lyophyllopsis | \| \| Lyophyllopsis keralensis \| \| \| \| |
|               | \| \| Lyophyllopsis keralensis \| \| \| \| |
|               | Lyophyllopsis keralensis                   |
|               |                                            |

|  | Lyophyllopsis keralensis |
|  |                          |